# Grzybów Hornowski
Grzybów Hornowski [pronunciación en polaco: /ˈɡʐɨbuf xɔrˈnɔfski/] es un pueblo ubicado en el distrito administrativo de Gmina Żychlin, dentro del condado de Kutno, Voivodato de Łódź, en el centro de Polonia. Se encuentra a unos 7 kilómetros al sureste de Żychlin, a 24 kilómetros al este de Kutno, y a 52 kilómetros al norte de la capital regional Łódź.